# Alpine Decline
Pour les articles homonymes, voir Alpine.
Alpine Decline est un groupe de rock psychédélique et shoegazing américain, originaire de Los Angeles, en Californie.

## Biographie
Le groupe est formé en 2010 dans le quartier d'Echo Park à Los Angeles par Jonathan Zeitlin au chant et à la guitare et Pauline Mu à la batterie. Ils jouaient auparavant au sein du quatuor rock Mezzanine Owls. 
Ils publient un premier album, intitulé Alpine Decline en 2010, suivi la même année par un deuxième  intitulé Visualizations, le troisième 消失/Disappearance est publié en 2011 et permet pour la première fois au groupe de toucher un public plus large en France et en Europe. Le duo s'installe à Pékin en août 2011. Le quatrième album du groupe, Night of the Long Knives, produit par Yang Haisong, est publié début 2013. 
Le groupe se produit pour la première fois en France au mois de mars 2013 (notamment à l'Espace B à Paris avec le groupe chinois Chui Wan). Go Big Shadow City sort alors que le groupe est en tournée en Australie pour la première fois.